# Lars Björk (vattenskidåkare)
Lars Gösta Björk, född 1945, vattenskidåkare, förbundskapten 1975–76. I Europamästerskapen 1973 tog Lars Björk guld i såväl kombination som slalom och har ytterligare fyra silver och tre brons i EM. Han vann 57 SM-guld under perioden 1963–81 (16 i kombination, 13 i trick, tio i slalom, nio i hopp och nio i lag) utöver elva NM-guld.